# Capsus ater
Espèce
Capsus ater est une petite espèce d'insectes hétéroptères (punaise) de la famille des Miridae.
Long de 5 à 6 mm, il a un corps ovale, des ailes et le deuxième segment de ses antennes noirs.
Il vit sur la base des tiges de poacées (graminées).

## Galerie

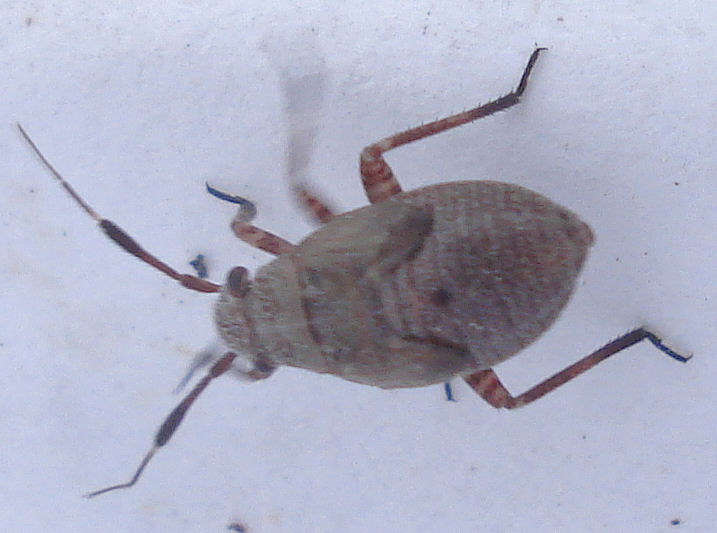
Nymphe
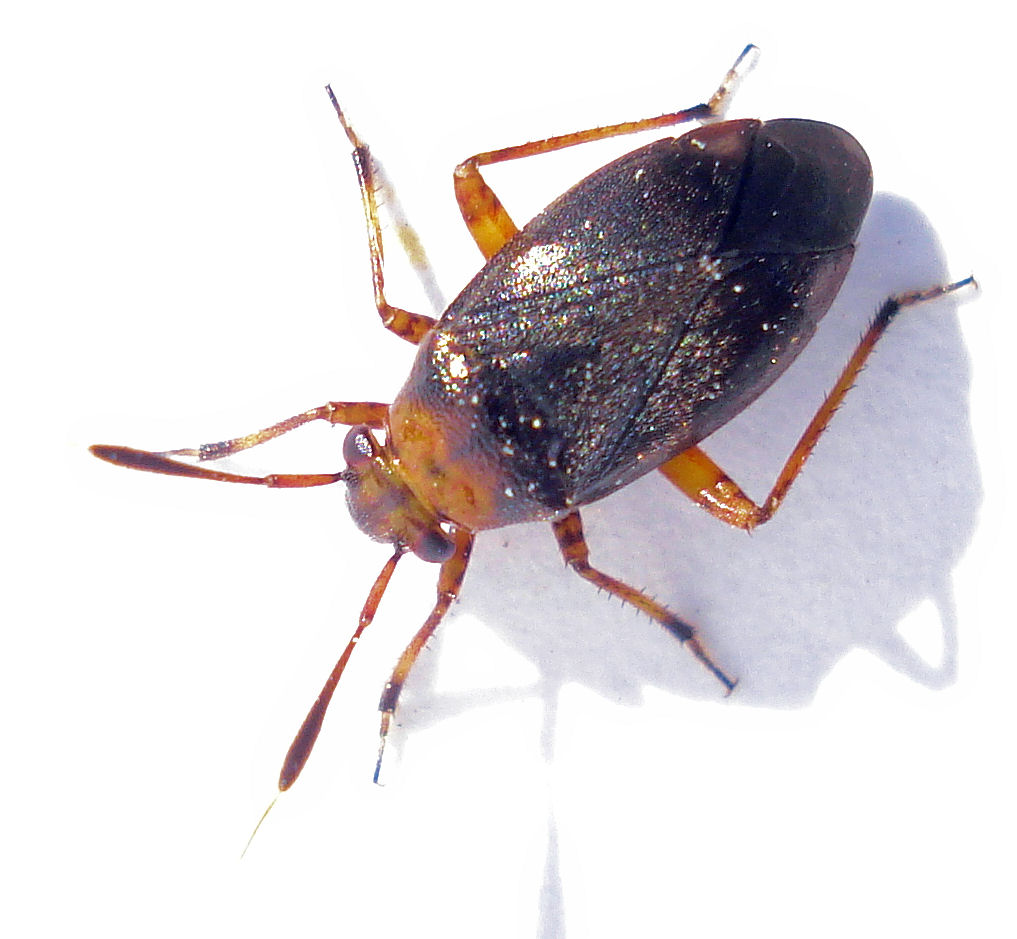